# Lijst van voetbalinterlands Soedan - Zuid-Soedan
Deze lijst van voetbalinterlands is een overzicht van alle officiële voetbalwedstrijden tussen de nationale teams van Soedan en Zuid-Soedan. De Oost-Afrikaanse buurlanden hebben tot op heden vier keer tegen elkaar gespeeld. De eerste ontmoeting, een groepswedstrijd tijdens de CECAFA Cup 2015, werd gespeeld op 25 november 2015 in Bahir Dar (Ethiopië). De laatste confrontatie, een kwalificatiewedstrijd voor het Wereldkampioenschap voetbal 2026, vond plaats in Benghazi (Libië) op 25 maart 2025.

## Wedstrijden
| № | Plaats      | Datum            | Competitie           | Wedstrijd            | Uitslag |
| - | ----------- | ---------------- | -------------------- | -------------------- | ------- |
| 1 | Bahir Dar   | 25 november 2015 | CECAFA Cup 2015      | Zuid-Soedan − Soedan | 0 − 0   |
| 2 | Addis Abeba | 1 december 2015  | CECAFA Cup 2015      | Zuid-Soedan − Soedan | 0 − 0   |
| 3 | Juba        | 11 juni 2024     | WK 2026 kwalificatie | Zuid-Soedan − Soedan | 0 − 3   |
| 4 | Benghazi    | 25 maart 2025    | WK 2026 kwalificatie | Soedan − Zuid-Soedan | 1 − 1   |

## Samenvatting
| Competitie      | Totaal gespeeld | Winst Soedan | Gelijk | Winst Zuid-Soedan | Doelsaldo Soedan – Zuid-Soedan |
| --------------- | --------------- | ------------ | ------ | ----------------- | ------------------------------ |
| WK-kwalificatie | 2               | 1            | 1      | 0                 | 4 − 1                          |
| CECAFA Cup      | 2               | 0            | 2      | 0                 | 0 − 0                          |
| Totaal          | 4               | 1            | 3      | 0                 | 4 − 1                          |

SFA ·
Bondscoaches ·
Topscorers ·
Soedanees vrouwenelftal
1956 · 
1957 · 
1958 · 
1959 · 
1960 · 
1961 · 
1962 · 
1963 · 
1964 · 
1965 · 
1966 · 
1967 · 
1968 · 
1969 · 
1970 · 
1971 · 
1972 · 
1973 · 
1974 · 
1975 · 
1976 · 
1977 · 
1978 · 
1979 · 
1980 · 
1981 · 
1982 · 
1983 · 
1984 · 
1985 · 
1986 · 
1987 · 
1988 · 
1989 · 
1990 · 
1991 · 
1992 · 
1993 · 
1994 · 
1995 · 
1996 · 
1997 · 
1998 · 
1999 · 
2000 · 
2001 · 
2002 · 
2003 · 
2004 · 
2005 · 
2006 · 
2007 · 
2008 · 
2009 · 
2010 · 
2011 · 
2012 · 
2013 · 
2014 ·
2015 ·
2016 ·
2017 ·
2018 ·
2019 ·
2020 ·
2021
Algerije ·
Angola ·
Bahrein ·
Bangladesh ·
Benin ·
Burkina Faso ·
Burundi ·
Centraal-Afrikaanse Republiek ·
China ·
Congo-Brazzaville ·
Congo-Kinshasa ·
Djibouti ·
Egypte ·
Equatoriaal-Guinea ·
Eritrea ·
Ethiopië ·
Gabon ·
Ghana ·
Guinee ·
Guinee-Bissau ·
Irak ·
Ivoorkust ·
Jemen ·
Jordanië ·
Kameroen ·
Kenia ·
Koeweit ·
Lesotho ·
Libanon ·
Liberia ·
Libië ·
Madagaskar ·
Malawi ·
Mali ·
Marokko ·
Mauritanië ·
Mauritius ·
Mozambique ·
Nieuw-Zeeland ·
Niger ·
Nigeria ·
Oeganda ·
Oman ·
Palestina ·
Qatar ·
Rwanda ·
Saoedi-Arabië ·
Sao Tomé en Principe ·
Senegal ·
Seychellen ·
Sierra Leone ·
Somalië ·
Sri Lanka ·
Swaziland ·
Syrië ·
Tanzania ·
Togo ·
Tsjaad ·
Tunesië ·
Verenigde Arabische Emiraten ·
Zambia ·
Zimbabwe ·
Zuid-Afrika ·
Zuid-Korea ·
Zuid-Soedan
SSFA · Zuid-Soedanees vrouwenelftal
Interlands
Tegenstander:
Benin ·
Botswana ·
Burkina Faso ·
Burundi ·
Congo-Brazzaville ·
Congo-Kinshasa ·
Djibouti ·
Egypte ·
Equatoriaal-Guinea ·
Ethiopië ·
Gabon ·
Gambia ·
Jordanië ·
Kameroen ·
Kenia ·
Malawi ·
Mali ·
Mauritanië ·
Mozambique ·
Oeganda ·
Oezbekistan ·
Rwanda ·
Sao Tomé en Principe ·
Senegal ·
Seychellen ·
Soedan ·
Somalië ·
Togo ·
Zuid-Afrika